# Geotrygon violacea
Geotrygon violacea là một loài chim trong họ Columbidae.